# Jean-Guillaume Fyard de Gevigney et de Mercey
Jean-Guillaume Fyard de Gevigney et de Mercey (* 15. Februar 1785 in Vesoul, Frankreich; † 30. Januar 1824 in Paris, Frankreich) war ein französischer Offizier
der Garde des Königs und Ritter der Ehrenlegion und des Ordre royal et militaire de Saint-Louis.

## Leben
Jean-Guillaume Fyard war der Sohn des Jean-François Fyard de Gevigney et de Mercey, eines Artilleriekommandanten, und der Marie-Charlotte Charles de Levrecey. Verheiratet war er mit Marie-Françoise Raillard de Granvelle, Tochter des Benoît-Georges Raillard de Granvelle, Requetenmeisters und Ritters der Ehrenlegion, und der Marie-Eugénie de Valicourt.
Ihre gemeinsame Tochter Eugénie-Marie Fyard de Gevigney et de Mercey war die Mutter des Paul-Félix Beuvain de Beauséjour.
Jean-Guillaume Fyard war Bataillonskommandant des 5. Infanterieregiments.